# Académie d'Art de Carthage
L'Académie d'Art de Carthage (AAC) est un établissement privé d'enseignement professionnel situé à Tunis en Tunisie.
Faisant partie du réseau Honoris United Universities depuis 2017, l'AAC est également présent à Nabeul. L'institut propose notamment des formations en design, informatique, audiovisuel et journalisme.

## Historique
L'académie est créée en 2008 à Tunis. En 2017, elle rejoint le réseau Honoris United Universities.
Les élèves de l'AAC ont accès à un centre de carrière qui se situe à Tunis et inauguré en 2021. Les étudiants peuvent y suivre des formations pour améliorer leur employabilité.
Depuis 2010, l'AAC dispose d'un partenariat avec l'université de Kinshasa. Ce partenariat s'inscrit dans l'accord de coopération universitaire entre la République démocratique du Congo et la Tunisie.

### Partenariats
L'école dispose d'un partenariat avec le Festival de Cannes.